# Hyundai Atos
Hyundai Atos je pětidvěřový miniautomobil s karoserií hatchback vyráběný jihokorejskou automobilkou Hyundai od roku 1997 do roku 2014. Vůz se prodával také pod názvy Atoz, Amica a Santro. Od roku 1999 se Atos s pozměněnou zadní maskou a upravenými zadními bočními dveřmi prodával pod názvem Atos Prime a v Jižní Koreji a v Indonésii pod jménem Kia Visto.
V roce 2007 byl Atos na většině trhů nahrazen modelem i10, v Indii však jeho výroba pokračovala až do konce roku 2014.

## Přehled

### Vývoj a původní Atos
Projekt vývoje nového miniautomobilu značky Hyundai byl zahájen v říjnu 1995 poté, co hlavní korejský konkurent Daewoo oznámil svůj úmysl vyrábět kompaktní miniautomobil a během různých mezinárodních autosalonů vystavil řadu konceptů, které měly předznamenat sériový model (jímž se později stal Matiz navržený ve spolupráci s Italdesign Giugiaro). Hyundai vyvinul koncept městského miniautomobilu, který byl extrémně kompaktní a ekonomicky výhodný pro prodej nejen v Jižní Koreji, ale také v Evropě (trh s vysokými prodeji v segmentu miniautomobilů, na němž uspěly vozy jako Daewoo Tico, Fiat Cinquecento, Renault Twingo či Peugeot 106) a v Indii. Za pouhých 23 měsíců a s celkovou investicí 155 milionů dolarů se vůz dostal do výroby. V září 1997 jej Hyundai uvedl na trh jako Atos, dlouhý necelých tři a půl metrů, vyznačující se prostorným interiérem díky tvaru karoserie podobné minivanu, pěti dveřím a pěti sedadlům. Vůz byl představen se čtyřválcovým benzinovým motorem Epsilon o objemu 800 cm³ , který byl homologován podle nových přísných emisních norem, jež vstoupily v platnost v Jižní Koreji. Pro exportní trhy dostal Atos větší čtyřválcový motor Epsilon o objemu 1,0 litru.
Výroba v závodě v Ulsanu v Jižní Koreji byla zahájena v září 1997. Evropská verze byla představena na Mezinárodním automobilové výstavě ve Frankfurtu nad Mohanem ve stejném měsíci a prodej byl zahájen v březnu 1998.
Hyundai pro model Atos vytvořil specifickou základní platformu, která byla mechanicky a ekonomicky velmi jednoduchá na výrobu, protože se vůz měl prodávat na rozvíjejících se trzích, a proto měl mít nízkou cenovku: bylo použito řešení s pohonem předních kol, předním zavěšením MacPherson a zadním zavěšením s torzními nosníky, předními kotoučovými brzdami a zadními bubnovými brzdami. Design modelu Atos se vyznačuje přední částí s kruhovými světlomety a nárazníky z nebarveného plastu, zadní světla jsou svislého tvaru nahoře vedle zadního okna a víko kufru je velmi rozměrné, aby usnadňovalo přístup do zavazadlového prostoru.
Atos byl jedním z prvních miniautomobilů prodávaných v Evropě s pětidveřovou karoserií. Zavazadlový prostor má objem 263 litrů, který se po sklopení zadních sedaček zvětší na 1064 litrů. Přístrojová deska měla jednoduchý design s velkou přihrádkou v palubní desce před spolujezdcem a dvěma středovými ventilačními průduchy. Bezpečnostní vybavení (airbagy řidiče a spolujezdce a ABS) bylo za příplatek nebo standardní pouze u nejvyšších výbav.

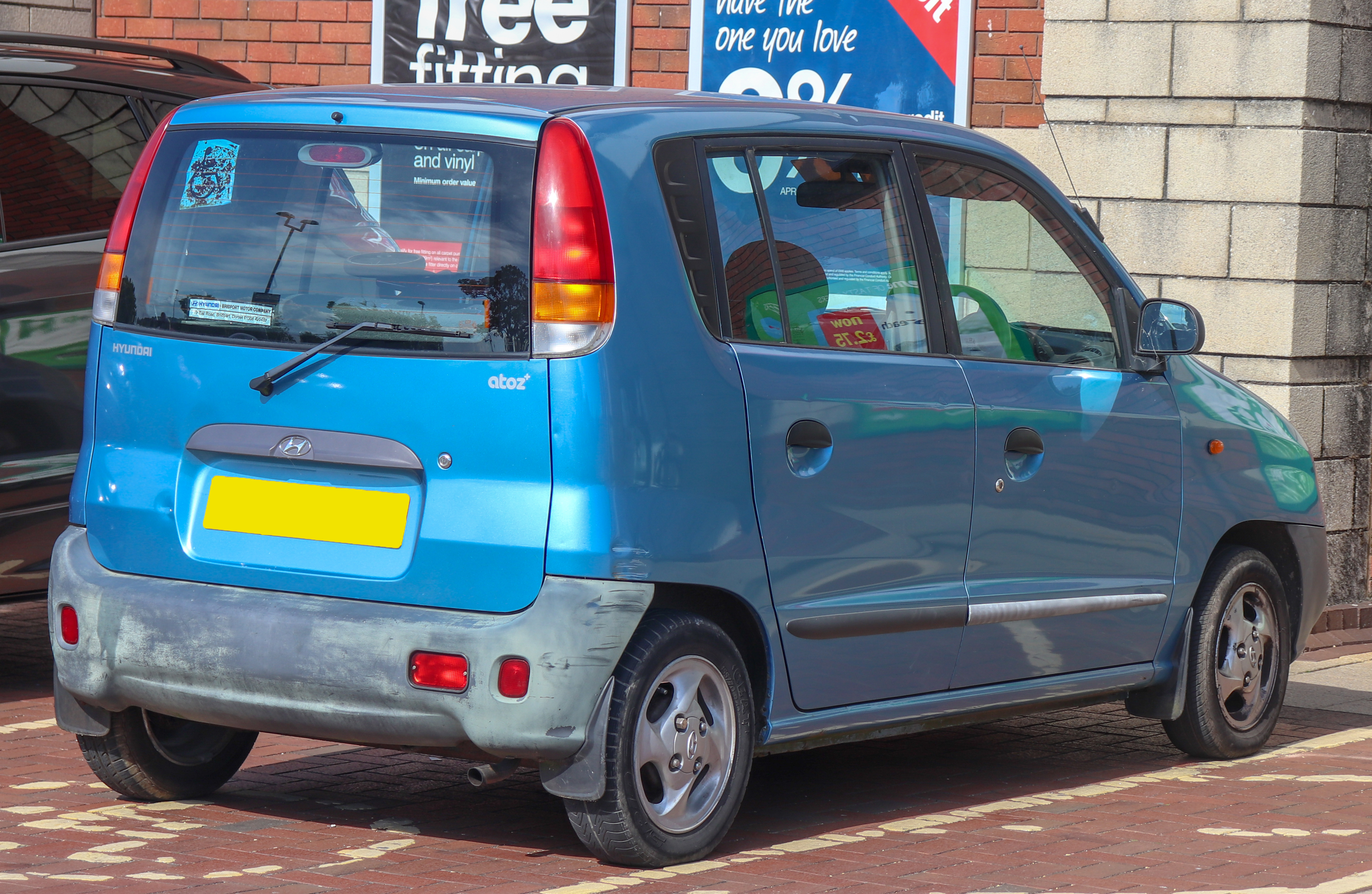
Hyundai Atos (zde pod názvem Atoz) zezadu (2000)

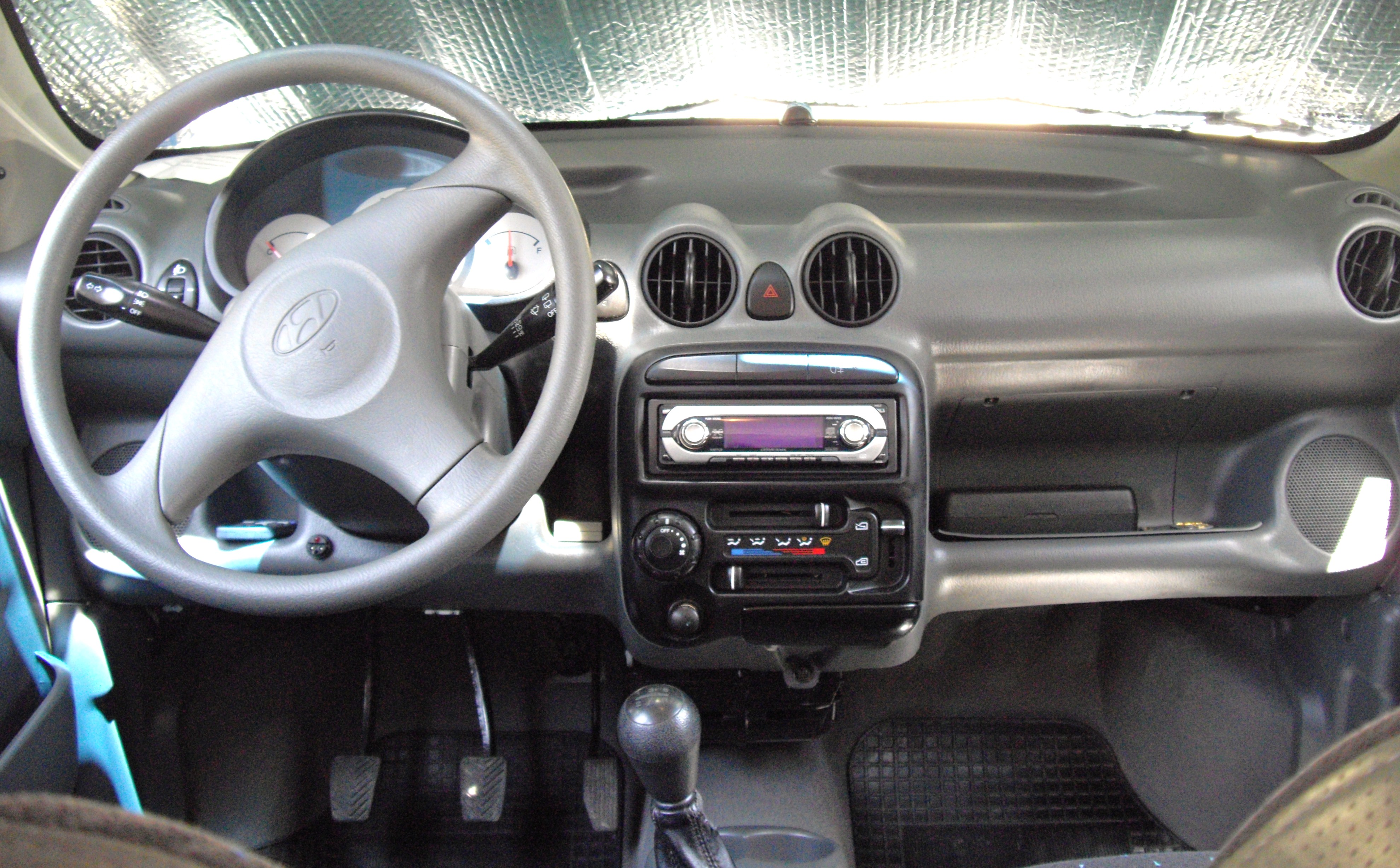
Hyundai Atos (interiér)

### Atos Prime (1999-2003)

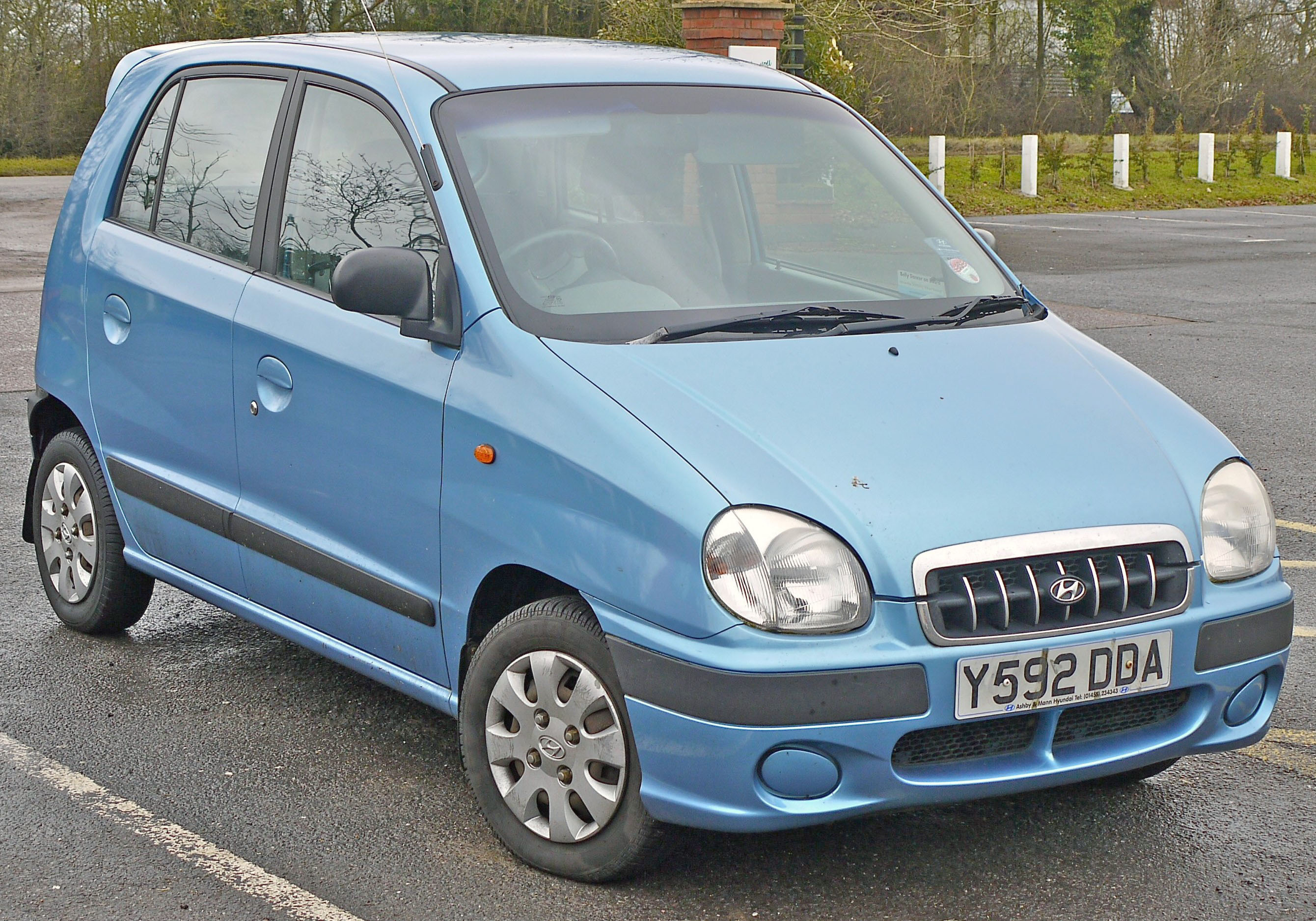
Hyundai Atos Prime (před faceliftem, 2001)

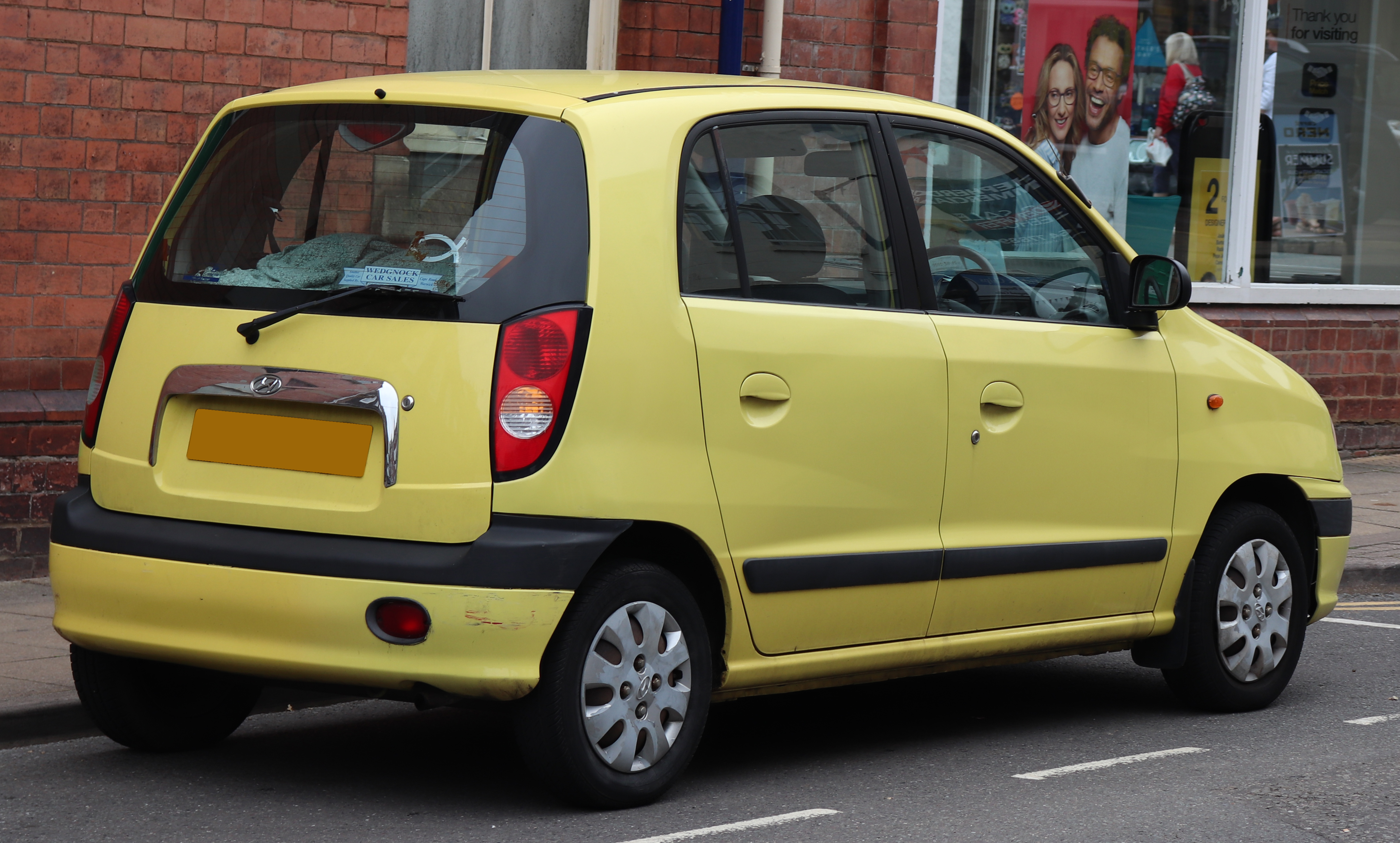
Hyundai Atos Prime (po faceliftu, 2002)

V Indii byl Atos upraven pro lokální vkus a uveden na trh pod názvem Hyundai Santro, s výrobou zahájenou v říjnu 1998. Karoserie byla kompletně přepracována snížením střechy o 4,5 cm a přepracováním zádě s novými světly, zadními dveřmi a nárazníky (které byly k dispozici v barvě karoserie). Příď zůstala podobná jako u předchozího modelu Atos, změnila se však mřížka chladiče, která byla k dispozici s chromovaným povrchem. Interiér zůstal stejný. V té době Hyundai získal většinový podíl v korejském výrobci Kia a realizoval revitalizační program, který zahrnoval sdílení motorů a platforem mezi oběma značkami. Přepracovaný Atos byl představen na autosalonu v Pusanu 17. května 1999 jako Kia Visto, přičemž v Evropě se měl prodávat v prodejní síti Kia, vedle starého Atosu, který měl zůstat ve výrobě a prodávat se u dealerů Hyundai. Evropští dealeři Hyundai se však postavili proti rozhodnutí distribuovat Visto, protože by vůz způsobil konkurenci pro Atos; Hyundai proto koncem roku 1999 vůz přejmenoval na Atos Prime a umístil jej jako lépe vybavený model doplňující Atos, který zůstal ve výrobě, modernizovaný novými světly, nárazníky a materiály v interiéru. V Jižní Koreji a Indonésii se Atos Prime podle původních plánů prodával jako Kia Visto, zatímco Atos zůstal ve výrobě a prodávali ho prodejci Hyundai.
Ve srovnání s původním modelem Atos měl Prime méně prostorný interiér, ale díky nižší střeše měl lepší aerodynamiku. Zavazadlový prostor byl menší, jeho objem se zmenšil na 219 litrů až na maximálních 889 litrů při sklopených zadních sedadlech. Benzínový motor o objemu 1,0 litru zůstal zachován.
Atos Prime byl v Evropě uveden v prosinci 1999, přičemž ve stejném měsíci prošel Atos mírným faceliftem.
V září 2001 došlo k dalšímu faceliftu modelů Atos a Atos Prime, které dostaly nové přední světlomety a nárazník a Atos Prime nová zadní světla. Upraveno bylo také čalounění interiéru.

### Facelift Atosu Prime (2003-2014)
Nová verze, představená v září 2003, měla zcela novou příď a záď, nové světlomety, kapotu a nárazník, všechno v hranatějším stylu. Zadní část vozu dostala nové dveře kufru a zadní světla. Ze starého modelu Atos Prime byly zachovány pouze dveře, boční panely a interiér.
Starý čtyřválec 1.0 Epsilon (a 0.8 Epsilon prodávaný pouze v Asii) nahradil nový motor. Nový čtyřválcový dvanáctiventilový motor Epsilon 1.1 dosahoval výkonu 59 k (44 kW; 60 k), což je o 5 k více než u předchozího motoru 1.0. Převodovka zůstala pětistupňová manuální s možností volby čtyřstupňové automatické převodovky.

V roce 2005 došlo k mírnému faceliftu, který představil novou masku a design kol. Kromě toho byl motor v Evropě aktualizován na normu Euro 4 a výkon vzrostl na 63 koní.

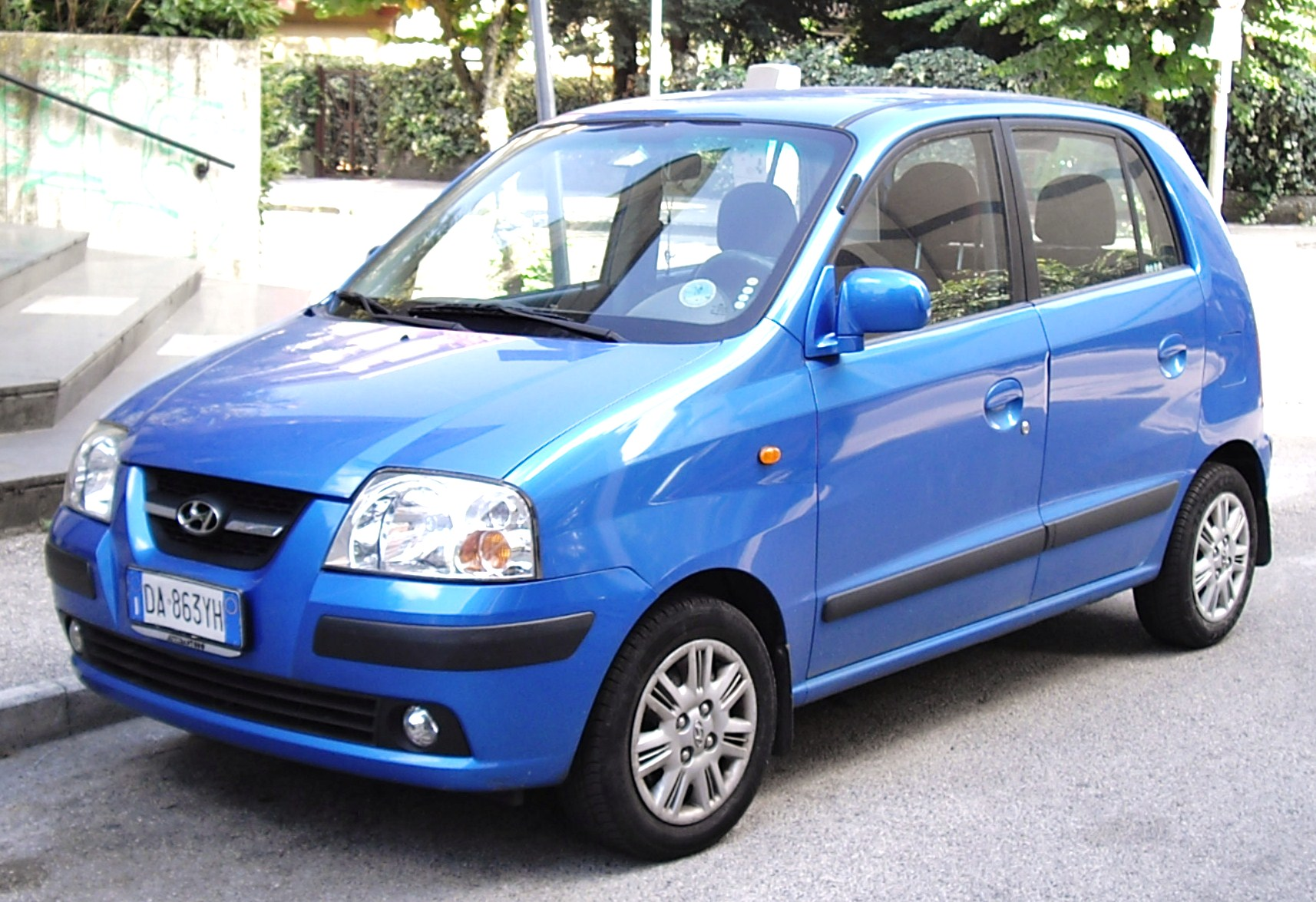
Hyundai Atos Prime (facelift, 2007)
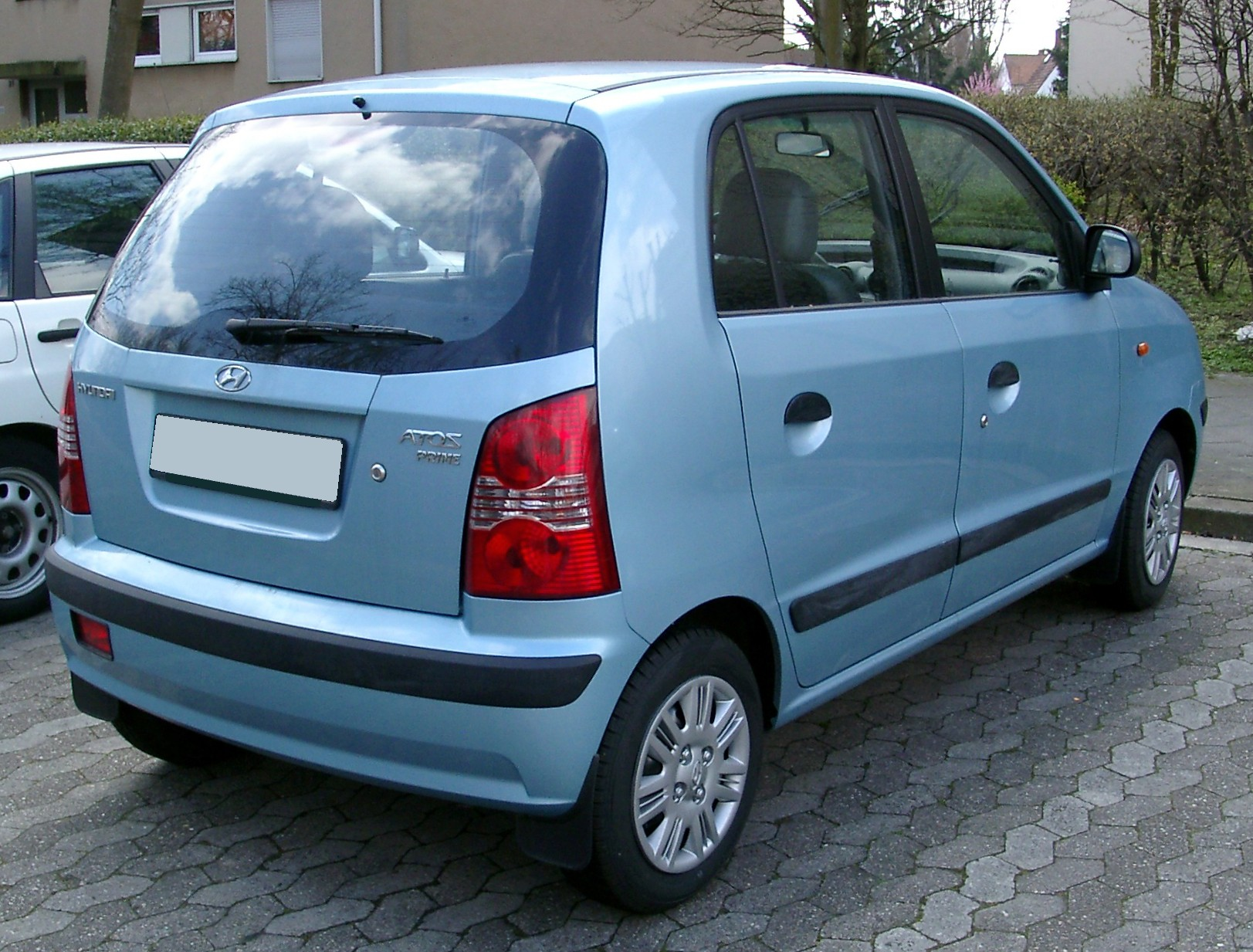
Hyundai Atos Prime (facelift, zezadu)